# Ливанский университет
Ливанский университет (араб. الجامعة اللبنانية‎) — единственный государственный университет в Ливане основанный в 1951 году. Основной кампус университета изначально располагался в Бейруте, но из-за ограничений в перемещении во время гражданской войны в Ливане было открыто несколько дополнительных кампусов. Организовано 16 факультетов и предлагается ряд программ обучения, включая бакалавриат, магистратуру и докторантуру. Язык обучения — арабский.

## История
Идея создания Ливанского университета впервые была упомянута в речи бывшего министра иностранных дел Хамида Франжье во время церемонии закрытия Третьей конференции ЮНЕСКО в Бейруте, состоявшейся 11 декабря 1948 года.
Создание университета стало результатом длительной всеобщей забастовки начатой 23 января 1951 года, в которой приняли участие студенты средних и высших учебных заведений, в основном из Университета Святого Иосифа. Забастовка переросла в демонстрации и столкновения с силами безопасности, которые привели к уступкам и последующему созданию университета.

## Президенты
Список президентов университета с момента основания:
- Халиль аль-Джурр (1951–1953)
- Фуад Афрам аль-Бустани (1953–1970)
- Эдмон Наим (1970–1976)
- Бутрос Диб (1977–1980)
- Жорж Томе (1980–1988)
- Мишель Асси (1988–1990, и.о.)
- Хашим Хайдар (1990–1992, и.о.)
- Асад Диаб (1993–2000)
- Ибрагим Кубайси (2001–2006)
- Зухаир Шукр (2006–2011)
- Аднан ас-Сайед Хусейн (2011–2016)
- Фуад Хусейн Аюб (2016–2021)
- Бассам Бадран (2021–н.в.)

## Известные выпускники
- Берри, Набих — ливанский политик, спикер парламента
- Касем, Наим — священнослужитель и генеральный секретарь «Хезболлы»
- Сулейман, Мишель — 11-й президент Ливана
- Вентурини, Серж — французский поэт
- Элисса (певица) — певица и художница
- Жизель Хури — ливанская журналистка, радио- и телеведущая, сценаристка и продюсер[3]